# 布勒埃什蒂鄉 (雅西縣)
47°09′N 27°06′E / 47.150°N 27.100°E
布勒埃什蒂鄉（羅馬尼亞語：Comuna Brăești, Iași），是羅馬尼亞的鄉份，位於該國東北部，由雅西縣負責管轄，面積53平方公里，海拔高度101米，2007年人口3,210，人口密度每平方公里60人。